# Jan Pesman
Jan Sijbrand Pesman, född 4 maj 1931, död 23 januari 2014, var en nederländsk skridskoåkare.
Pesman blev olympisk bronsmedaljör på 5 000 meter vid olympiska vinterspelen 1960 i Squaw Valley.